# Victoria Bell
Victoria Bell (* 22. Juni 1994) ist eine ehemalige irische Skirennläuferin.

## Karriere
Bell gab ihr internationales Renndebüt am 28. Dezember 2009 in Pila. Ihr erstes internationales Großereignis bestritt sie knapp 2 Jahre später beim Europäischen Olympischen Winter-Jugendfestival in Liberec. Dort belegte sie im Slalom den 48. Platz.
2013 nahm Bell erstmals an Alpinen Skiweltmeisterschaften teil. Bei den Wettkämpfen in Schladming erreichte sie Rang 76 im Slalom, im Riesenslalom schied sie aus.
Abgesehen von internationalen Großereignissen startete Bell hauptsächlich bei FIS-Rennen.
Ihr letztes internationales Rennen bestritt sie bei den Weltmeisterschaften 2015 in Vail bzw. Beaver Creek, wobei sie im Slalom ausschied. Danach ist sie nicht mehr als Rennläuferin in Erscheinung getreten.

## Privates
Ihre Schwester Florence Bell war ebenfalls als Skirennläuferin aktiv.

## Erfolge

### Weltmeisterschaften
- Schladming 2013: 76. Slalom, DNF Riesenslalom
- Vail/Beaver Creek 2015: DNF Slalom

### Juniorenweltmeisterschaften
- Roccaraso 2012: 70. Riesenslalom, DNF Slalom

### Australian New Zealand Cup
- 3 Platzierungen unter den besten 15

### Far East Cup
- Eine Platzierung unter den besten 30

### Europäisches Olympisches Winter-Jugendfestival
- Liberec 2011: 48. Slalom, DNF Riesenslalom

### Weitere Erfolge
- 6 Platzierungen unter den besten 10 bei FIS-Rennen